# Kolonie Kronau
Der Amtsbezirk Kronau (heute ukrainisch Wyssokopillja/Високопілля) war eine Siedlung ethnischer Deutscher (Schwarzmeerdeutsche) auf dem Gebiet der Oblast Cherson der heutigen Ukraine. 

## Siedlungen des Amtsbezirkes Kronau
- Nr. 1: Eigenfeld (Suworowka, heute Teile von Iwaniwka/Іванівка)
- Nr. 2: Schöntal (heute Teil von Olhyne/Ольгине)
- Nr. 3: Landau (heute Potjomkyne/Потьомкине)
- Nr. 4: Ebenfeld (zerstört, östlich von Wyssokopillja)
- Nr. 5: Fürstental (nördlicher Teil von Wyssokopillja)
- Nr. 6: Nikolaital (heute Topolyne/Тополине)
- Nr. 7: Fürstenfeld (heute Knjasiwka/Князівка)
- Nr. 8: Kronau (heute Wyssokopillja/Високопілля)
- Nr. 9: Eigental (heute Olhyne/Ольгине)
- Nr. 10: Sandfeld (20 Kilometer westlich von Wyssokopillja)
- Nr. 11: Neu-Mannheim (heute östlicher Teil von Wyssokopillja)
- Hochfeld (11 Kilometer westlich von Wyssokopillja)
- Grünfeld (10 Kilometer westlich von Wyssokopillja)
- Katerintal?
- Kneisler?
- Weinstein?

sowie 
- Nr. 1: Alexanderfeld (heute Nowooleksandriwka/Новоолександрівка)
- Nr. 2: Neu-Schönsee (heute Oseriwka/Озерівка)
- Nr. 3: Friedensfeld (früher Nowomyriwka/Новомирівка, nordwestlich von Oseriwka)
- Nr. 4: Neu-Halbstadt (heute Riwnopillja/Рівнопілля)
- Nr. 5: Nikolaifeld (heute Mykilske/Микільське)
- Nr. 6: Orloff (heute Orlowe/Орлове)
- Nr. 7: Blumenort (heute Switliwka/Світлівка)
- Nr. 8: Tiege (heute Kotschubejiwka/Кочубеївка)
- Nr. 9: Altonau (heute Pryhirja/Пригір'я)
- Nr. 10: Rosenort (heute Rosiwka/Розівка)
- Nr. 11: Münsterberg (zerstört, nördlich von Pryhirja)
- Nr. 12: Gnadenfeld (heute Blahodatne/Благодатне)
- Nr. 13: Schönau (heute Krasniwka/Краснівка)
- Nr. 14: Steinfeld (heute Kamjanka/Кам'янка)
- Nr. 16: Reinfeld (bis 2001 Sofijiwka/Софіївка, südlich von Natalyne/Наталине)
- Nr. 17: Alexanderkrone (bis 2001 Luhiwka/Лугівка, westlich von Switliwka)
- Deutschendorf (Neugründung 1942 durch Umsiedlung und Umbenennung[1], heute Iwaniwka/Іванівка)

## Entstehung
Die Siedlung Kronau wurde zwischen 1869 und 1870 von überwiegend evangelisch-lutherischen Deutschen aus dem Gebiet des Gouvernements Taurien und den Prischiber Mutterkolonien gegründet.

## Infrastruktur
In Kronau gab es eine Kirche (1897 erbaut), zwei Dampfmühlen, eine Bierbrauerei, ein Weingut, seit 1914 eine Apotheke, zwei Mittelschulen, seit 1912 ein Gymnasium, eine Bibliothek, ein Krankenhaus, eine Ziegelfabrik, eine Molkerei, diverse Geschäfte, Lagerhallen und Kornspeicher.

## Geschichte
1920–1930 erfolgte die Gründung eines Deutschen Nationalkreises namens Friedrich Heckert. In den Zeiten der Hungersnot starben 1921 bis 1922 55 Einwohner und während des Holodomor 1932 bis 1933 zwölf Einwohner den Hungertod. 1929 bis 1941 wurden durch die Sowjets 71 Einwohner deportiert. 
Nach der Eroberung im Zweiten Weltkrieg durch die Wehrmacht in der Zeit des Nationalsozialismus wurde am 15. November 1941 der Generalbezirk Nikolajew im Reichskommissariat Ukraine aus den Oblasts Kirowograd und Nikolajew gebildet. Jener wurde vom Generalkommissar in Nikolajew verwaltet. In diesem Bezirk war auch das am selben Tag gegründete Kreisgebiet Alexanderstadt, welches wiederum den am 1. April 1942 gegründete Rajon Kronau enthielt.
Am 28. März 1944 wurden Kronau und alle übrigen Ansiedlungen von der Roten Armee eingenommen.